# Hope Holiday
Hope Holiday, pseudonimo di Hope Zee (New York, 30 novembre 1930), è un'attrice, cantante e produttrice cinematografica statunitense.

## Vita privata
Holiday è la vedova dell'attore Frank Marth. La coppia si sposò il 9 aprile 1967. Marth morì nel gennaio 2014.
Nel febbraio 2022, Holiday e la collega Karen Sharpe rilasciarono un'intervista a Vanity Fair accusando di molestie sessuali l'attore comico Jerry Lewis, morto nel 2017. Holiday raccontò nel dettaglio un incidente accaduto sul set del film L'idolo delle donne (1961), diretto ed interpretato da Lewis; nel quale lui la invitò nel camerino, chiuse la porta a chiave e cominciò a masturbarsi davanti a lei senza il suo consenso chiedendole di spogliarsi per lui. Le amiche dell’attrice le consigliarono di denunciarlo alla Screen Actors Guild, ma lei non lo fece: «Era un pezzo grosso alla Paramount. Avevo troppa paura. Così tenni la bocca cucita». Aggiunse anche che dopo averlo schiaffeggiato durante un litigio il giorno dopo, la produzione del film si arrestò per qualche giorno; e i due non si parlarono mai più.

## Filmografia parziale

### Cinema
- L'appartamento (The Apartment), regia di Billy Wilder (1960)
- L'idolo delle donne (The Ladies Man), regia di Jerry Lewis (1961)
- Irma la dolce (Irma la Douce), regia di Billy Wilder (1963)
- Gli indomabili dell'Arizona (The Rounders), regia di Burt Kennedy (1965)
- How to Seduce a Woman, regia di Charles Martin (1974)
- The Hughes Mystery, regia di Manuel Zecena Diéguez (1979)
- The Last Reunion, regia di Jay Wertz (1980)
- Texas Lightning, regia di Gary Graver (1981)
- Forza bruta (Raw Force), regia di Edward D. Murphy (1982)
- Difficile caso per il tenente Long (Killpoint), regia di Frank Harris (1984)

### Televisione
- Corruptors (Target: The Corruptors) – serie TV, episodio 1x31 (1962)
- La grande avventura (The Great Adventure) – serie TV, episodio 1x21 (1964)